# Дардаркент
Дардаркент (лезг. ТIартI, ТIартIар)— село в Хивском районе Дагестана. Входит в состав муниципального образования «Сельсовет Кошкентский».

## География
Село расположено в 7 км к юго-востоку от административного центра района — с. Хив.

## Население
| 1895 | 1926 | 1939 | 1970 | 1989 | 2002 | 2010 |
| ---- | ---- | ---- | ---- | ---- | ---- | ---- |
| 258  | ↘204 | ↗237 | ↗266 | ↘228 | ↗285 | ↗371 |
| 2021 |      |      |      |      |      |      |
| ↘352 |      |      |      |      |      |      |

Лезгинское село. Мусульмане-сунниты.